# Municipio de Escuinapa
El municipio de Escuinapa es un municipio perteneciente al estado de Sinaloa, en México. Es famoso por ser un importante productor y exportador de camarón, chile  y mango, los tres de una excelente calidad. A 40 km hacia la costa se encuentra Teacapán, una paradisíaca isla de pescadores con acceso terrestre; sembradas de miles de palmeras y con una gran importancia en la ganadería. La fauna es abundante, aquí habitan diversos tipos de aves: garzas blancas y rosas, patos canadienses y pichihuilas entre otras; hay una gran cantidad de animales silvestres, venados, gato montés, tigrillo, jabalí, etc.
La variedad de las especies marinas incluyen: róbalos, pargos, sierras, curvinas, tijerilla, lisas, pez vela y delfines abundan en las aguas de Teacapán.
En el trayecto de Escuinapa a Teacapán se aprecian unos paisajes inigualables, cocoteros y esteros poblados de aves, con acceso a playas privilegiadas, como La Tambora, Las Cabras, Las Lupitas, Playa Cuatro Surcos, Los Ángeles.
Además la Boca de Teacapán, entrada de mar abierto entre dos puntillas, forman una marina natural que va entre manglares a más de 80 km hacia el sur.

## Toponimia
Escuinapa, vocablo náhuatl que proviene del aztequismo itz-cui-na-pan. Está compuesto de itzcuintli, “perro”; a de atl, “agua”; y pan, “en”; el topónimo significa por lo tanto “en el agua del perro” o “donde hay perros del agua” o “río de los perros”.

## Historia
Se tiene conocimiento de que los primeros pobladores de esta región fueron descendientes de la raza azteca, quienes aprovecharon la sal de las marismas, la caza y la pesca y se establecieron fundando un poblado de nombre Ahuchén.
Los pobladores de Ahuchén abrumados por los mosquitos que trasmitían fiebre, la tierra salitrosa y el constante asedio de los piratas, se trasladaron a otro lugar al sur, y fundaron una comunidad que llamaron "Pueblo Viejo". Sin embargo, pronto se vieron en la necesidad de volver a emigrar por los constantes ataques de bandoleros. A poca distancia encontraron un lugar con mayor seguridad y formaron un nuevo pueblo que llamaron Izquinapa.
En 1602 había 20 vecinos en el poblado de Izquinapa hoy Escuinapa, pero no se registran sus nombres.
La división territorial de Sinaloa en tres provincias Sinaloa, Culiacán y Chametla, no se modificó hasta la primera mitad del siglo XVIII en que la última, con cabecera en el Real del Rosario, se subdivide para formar dentro de su jurisdicción, otras dos: la provincia de San José de Copala, con cabecera en San Sebastián, la de Mayola, con cabecera en la población de su nombre, y la provincia de Rosario, con cabecera en ese Real de Minas, a la cual pertenecían los poblados de Escuinapa y Chametla.
El sistema de intendencias implantado en 1786 cambia la denominación de provincias por departamentos.
La Intendencia de Arizpe, formada por Sonora y Sinaloa, se divide internamente en subdelegaciones, quedando ocho en Sinaloa: Álamos, El Fuerte y Sinaloa, que formaron el departamento de El Fuerte, Culiacán y Cosalá integraron el departamento de Culiacán; Copala, Maloya y Rosario, el departamento de San Sebastián, a este último pertenecía Escuinapa.
La Constitución de Cádiz en el artículo 310, contempla la instalación de los ayuntamientos en poblaciones que tuvieran más de mil habitantes.
En 1814 Fernando VII deroga la Constitución, pero se vuelve a reinstalar en 1820; a partir de este momento se instalan los primeros ayuntamientos en Sinaloa.
La separación de Sonora y Sinaloa en 1823 no afectó en absoluto la división interna del territorio sinaloense el cual había permanecido sin alteraciones desde 1786. Sin embargo, en 1824 la federación decreta una nueva forma de gobierno y establece el Estado Interno de Occidente, formado con la unión de los actuales estados de Sonora y Sinaloa.
La Constitución Política del Estado de Occidente divide internamente en cinco departamentos al estado, quedando dentro de Sinaloa tres de ellos: departamento de El Fuerte, compuesto por el partido de su nombre, el de Álamos y el de Sinaloa; el departamento de Culiacán, que comprendía el partido de su nombre y el de Cosalá; y el departamento de San Sebastián, compuesto por el partido de su nombre, el de San Ignacio de Piaxtla y el partido de Rosario, al que continuaba perteneciendo Escuinapa. La Constitución del Estado de Occidente contemplaba para su gobierno interior, la instalación de ayuntamientos en cada cabecera de partido y en los pueblos que tuvieran tres mil habitantes.
En 1830 se decreta la separación definitiva de Sonora y Sinaloa y se forman dos entidades federativas. El estado de Sinaloa se dividió en once distritos con sus respectivos partidos. Escuinapa quedó bajo la jurisdicción del distrito de Rosario.
Con la Ley de Municipalidades de 1861, se subdividen los ayuntamientos en alcaldías o juecías mayores, y se instalan las prefecturas suprimiendo las jefaturas políticas. En 1868 Escuinapa era uno de los tres ayuntamientos que conformaban el distrito de Rosario, teniendo bajo su administración la alcaldía de su nombre. Ya en 1870, la municipalidad de Escuinapa contaba con dos alcaldías, la de su nombre que estaba formada por las celadurías del Palmito y la Agachada, con cabecera en la Villa de Escuinapa y la otra en La Concepción, formada con el pueblo de ese nombre y sin celaduría. La población de la municipalidad se estimaba entonces en 3,413 habitantes.
En 1912 se aprueba la Ley núm. 21 sobre la creación de municipalidades como forma interna del gobierno estatal, pero es hasta 1915 en que se suprimen las directorías políticas, cuando se erigen los primeros once municipios libres, siendo Escuinapa uno de ellos, creado por Decreto del 7 de septiembre de 1915 y ratificada su categoría en la Constitución de 1917.

## Límites
Tiene límites administrativos con los siguientes municipios y/o accidentes geográficos, según su ubicación:
| Noroeste: Rosario         | Norte: Rosario                              |                              |
| Oeste: Océano Pacífico    |                                             | Este: Huajicori (Nayarit)    |
| Suroeste: Océano Pacífico | Sur: Tecuala (Nayarit), Acaponeta (Nayarit) | Sureste: Acaponeta (Nayarit) |

## Escudo
En el escudo se observa el lema "Escuinapa de Hidalgo". Su simbología en conjunto es la siguiente: las huellas en la parte superior representan la peregrinación azteca, que según algunos historiadores en su recorrido pasó por aquí; los cuadros hacen alusión a cada una de las actividades económicas que predominan en el municipio, como son: la pesca, las salinas, la ganadería y la fruticultura, que en tal orden de importancia han figurado en la vida social, cultural y económica de este pueblo; el árbol del centro simboliza al árbol que da frutos y en sentido figurado muestra el progreso de Escuinapa, que se nutre de estas actividades, recoge su savia y se alimenta de ella para su engrandecimiento. Los eslabones simbolizan la fuerza de estas actividades prioritarias, que ligadas entre sí hacen posible el permanente progreso de Escuinapa en todos sus aspectos.

## Subdivisión política
El municipio de Escuinapa se subdivide en 4 sindicaturas:
- Teacapán
- Isla del Bosque
- Ojo de Agua Palmillas
- La Concha

## Demografía

### Localidades
Las 10 más pobladas en 2010 de acuerdo con el censo de INEGI son las que a continuación se enlistan:
| Localidad                      | Población |
| Total Municipio                | 54,131    |
| Escuinapa de Hidalgo           | 30,790    |
| Isla del Bosque                | 5,820     |
| Teacapán                       | 4,252     |
| Ojo de Agua de Palmillas       | 2,833     |
| Cristo Rey                     | 1,934     |
| Palmito del Verde              | 1,499     |
| La Concepción (la concha)      | 1,357     |
| Tecualilla                     | 1,252     |
| Ejido de la Campana Número Uno | 1,168     |
| Copales                        | 531       |

## Datos básicos
Adquirió la categoría de Municipio en septiembre de 1915 y posee una población 54,131 habitantes, de acuerdo al censo INEGI 2010. Es la sexta ciudad más poblada del estado. Tiene algunos poblados que dependen de la cabecera municipal como son: Teacapán (es el puerto del municipio), Cristo Rey, El Palmito del Verde, La Isla del Bosque, Palmillas, La Concha.
La fiesta principal del poblado son "Las fiestas de Las Cabras" que se realizan el tercer fin de semana del mes de mayo, las cuales son muy populares por el rumbo y convocan a toda la población a disfrutar tres días a la orilla del mar.
Su templo está dedicado a San Francisco de Asís y su fiesta es el 4 de octubre.
La actividad económica principal de sus habitantes es la agricultura (mango, chile, jitomate, etc.), la pesca de camarón y pescado.
Es uno de los líderes en producción de camarón, chile y mango. El camarón principalmente se exporta a Estados Unidos, el mango a Estados Unidos y Japón y el chile a Estados Unidos para la elaboración de pinturas comerciales para los barcos pesqueros; ya que conservan mejor la estructura y retarda la salinidad en el bote.

## Datos económicos

### Educación
El municipio cuenta con diversos niveles de enseñanza que abarcan desde la educación preescolar a la media superior. En el nivel básico se contemplan dos tipos de educación: la general y la tecnológica. La enseñanza tecnológica se atiende mediante un plantel especializado en técnicos agropecuarios y otro con opción en tecnología pesquera.
Para el nivel medio superior, se disponen del Colegio Nacional de Educación Profesional Técnica del Estado de Sinaloa (CONALEP), el Centro de Bachillerato Tecnológico Industrial y de Servicios (CBTIS), el Centro de Estudios Científicos y Tecnológicos del Mar (CET MAR), el Centro de Capacitación Tecnológica, Industrial y de Servicios (CECATIS), la Universidad Autónoma de Sinaloa (UAS) en su modalidad Preparatoria, y el Instituto de Capacitación para el Trabajo del estado de Sinaloa (ICATSIN).
A nivel universitario, el municipio cuenta con la Universidad de Occidente (UdO) y la Universidad Tecnológica de Escuinapa (UTESC), que ofrece las siguientes carreras profesionales:
- Agricultura Sustentable y Protegida
- Mantenimiento Industrial
- Gestión y Desarrollo Turístico
- Gastronomía
- Tecnologías de la información y la comunicación, Área de Sistemas Informáticos
- Enfermería
- Procesos Bioalimentarios

También en el municipio se encuentra la subsede UPES (Universidad Pedagógica del Estado de Sinaloa), la cual se basa en la formación de docentes con un alto nivel, siendo la universidad con el más alto índice en alumnado acreditado en la otorgación de plazas. Intengra también la nueva carrera en Dominio del Idioma Inglés.

### Salud
La atención médica se presta a través del Instituto de Seguridad y Servicios Sociales de los Trabajadores del Estado (ISSSTE), que en este momento se encuentra en fase de ampliación para cubrir la demanda de especialistas, el Instituto Mexicano del Seguro Social (IMSS), la Secretaría de Salud (SS). El municipio también cuenta con un Hospital General. Se encuentra en construcción el Nuevo Hospital General de Escuinapa, que permitirá ampliar la capacidad de consulta y beneficiar al sur de Sinaloa y norte de Nayarit. Así mismo, hay en el municipio clínicas privadas, laboratorios de análisis clínicos, sanatorios y una delegación de Cruz Roja Mexicana.

### Abasto
Para el abasto de los insumos que la población requiere, el municipio dispone de mercados; uno ubicado en la cabecera municipal, otro en la Sindicatura de Teacapan, y un tercero de alimentos ubicado a la entrada de la ciudad. No dispone de centrales de abasto, sino de numerosos comercios de abarrotes y tiendas pequeñas de autoservicio. Recientemente, numerosas cadenas nacionales de tiendas de autoservicio se han instalado en la cabecera municipal.

### Deporte
Se cuenta con un auditorio deportivo municipal, el cual posee una cancha de básquetbol, así como una gran área de usos múltiples. Asimismo, se practican diversos deportes en la unidad deportiva ubicada en la cabecera municipal. La infraestructura del municipio se basa en 10 estadios de béisbol, 8 campos de fútbol, 17 canchas de básquetbol, 16 canchas de voleibol y un ring de boxeo.

### Vivienda
La mayor concentración de población, y por ende de vivienda, se da en la Cabecera Municipal: la tenencia de la vivienda es fundamentalmente privada. En cuanto al tipo de material empleado para su construcción predomina el concreto y ladrillo, aunque también existen un gran número de viviendas construidas con materiales regionales como palma, tejabanes y madera.
De acuerdo a los resultados que presenta el II Conteo de Población y Vivienda del 2005, en el municipio cuentan con un total de 11,794 viviendas, de las cuales 11,514 son particulares.

### Servicios públicos
La cobertura de servicios públicos de acuerdo a apreciaciones del Ayuntamiento es:
- Agua Potable - 95%
- Alumbrado Público - 85%
- Mantenimiento de drenaje urbano - 85%
- Recolección de basura y limpieza de las vías públicas - 90%
- Seguridad pública - 80%
- Pavimentación - 70%
- Mercados - 70%
- Rastros - 60%

### Medios de comunicación
El único medio de comunicación masivo del municipio es la estación radiofónica XEQE, cuya potencia es de 1000 wats.
Desde octubre del 2010, Escuinapa cuenta con un periódico semanario llamado Directo, cuyo lema es "Periodismo sin Rodeos", el cual también trata asuntos de El Rosario, municipio vecino. Además, circulan los periódicos regionales El Sol de Mazatlán, Noroeste Mazatlán y El Debate Mazatlán.
La infraestructura de comunicaciones se compone de 5 oficinas postales, 3 administraciones telegráficas, líneas telefónicas, casetas de larga distancia y tiene una radiodifusora concesionada a particulares. Estos servicios están desapareciendo, ya que al igual que otras ciudades de México y el mundo, Escuinapa cuenta con servicios tecnológicos innovadores.

### Vías de comunicación
El más importante de los caminos locales es el que une a Escuinapa-Teacapán con la carretera México-Nogales, con una longitud de 70 kilómetros. La autopista de doble carril Mazatlán-San Blas también atraviesa este municipio.
La red de caminos se compone de aproximadamente 236.3 kilómetros. La comunicación aérea es fundamentalmente a nivel estatal: cuenta con dos pistas de aterrizaje, y un aeropuerto no comercial, localizado en la sindicatura de Teacapán, que tiene capacidad para aterrizaje de aviones de tamaño medio, como el jet Boeing 727. En contraste, las pistas de aterrizaje solo admiten avionetas tipo Cessna y Piper. Se cuenta con dos estaciones de ferrocarril correspondientes al Ferrocarril del Pacífico, S.A.. También se dispone de servicios de autobuses foráneos, servicio urbano de minibuses, taxis y tranvías tropicales.

### Servicios financieros
En cuanto a servicios financieros en la localidad, cabe mencionar que están ya instalados:
- Banamex
- Bancomer
- BanCoppel
- Banco Azteca
- BBVA

Actualmente, Escuinapa está considerado como el futuro económico y turístico del estado de Sinaloa y la región noroeste de México, ya que se construye dentro del territorio del municipio un mega-desarrollo turístico de calidad internacional, que tentativamente llevaría por nombre Centro Integralmente Planeado Costa del Pacífico, ubicando así al municipio al nivel turístico de Cancún, Los Cabos, Huatulco y otros destinos creados por FONATUR. Se estima que en 25 años este centro turístico estará completado. Entre otras amenidades, se proyecta que este centro turístico incluya dos marinas, tres campos de golf, aeropuerto internacional, centros comerciales y más de 44,000 habitaciones de hotel, triplicando así las habitaciones hoteleras con las que actualmente cuenta el estado.
De igual forma, tendrá una capacidad de albergar a más de 300,000 familias, convirtiendo a Escuinapa en uno de los municipios más poblados y ricos del país. Se espera que para 2020 el municipio tenga una población de más de un millón de habitantes.
Actualmente, en el municipio se cuenta con dos plantas procesadoras de mango, el cual es transformado en cubos por medio de un proceso llamado IQF. Una de ellas envía sus productos a Cincinnati, Ohio, como punto de distribución en Estados Unidos.
La planta manufacturera propiedad de K&S Mexicana, que fabricaba cableado para vehículos japoneses, pasó a manos de otra compañía para convertirse en una de las dos plantas procesadoras de concentrados de jugos que existen el municipio.

## Gastronomía
Esta región se caracteriza por su deliciosa gastronomía, de la cual se puede hablar de los "tamales de camarón barbón", envueltos en las hojas de maíz; los deliciosos tacos dorados de camarón, servidos con verdura y una exquisita salsa que tiene un toque especial en cuanto a sabor se refiere; y también las deliciosas gorditas, que son como sopes de pollo o de carne, cubiertas con verdura de calabaza, lechuga y cebolla morada, bañadas con un sabroso caldo de pollo y tomate que las hace especiales al paladar, y las cuales se encuentran por las noches en la zona del mismo mercado municipal de Escuinapa.

## Atractivos turísticos
- Playa La Tambora: playas de aguas tranquilas en donde puedes pasarte un día muy agradable en compañía de tu familia, así como poder disfrutar de su flora y fauna.
- Playa Las Cabras
- Teacapán
- El Calón Pirámide de Conchas única en el mundo, así como sus conchales y sus densos ecosistemas de mangle.
- Marismas Nacionales
- Fiestas del Mar de Las Cabras
- Zona Serrana (Tepehuanos)
- Jardín Botánico Antonio Hass

## Datos curiosos
Su gente le dice: "Escuinapa de Hidalgo". Sin embargo, esto dejó de ser así desde que un decreto gubernamental cambia el nombre de la ciudad de Escuinapa de Hidalgo a simplemente Escuinapa.
El Aeropuerto de Escuinapa está construido a base de conchas, igual que la pirámide de El Calón ambos únicos en el mundo.
Irónico; pero la plaza principal del municipio se llama Plazuela Corona, pese a que el antiguo pueblo nunca fue defendido ni apoyado por Ramón Corona, sino por Antonio Rosales, cuando fue invadido y quemado por Manuel Lozada el "Tigre de Álica".
La plazuela principal del Municipio de Escuinapa lleva el nombre del General Ramón Corona en honor a que este personaje capturó y fusiló al indígena Manuel Lozada, llamado el Tigre de Álica quien apoyó la intervención francesa en nuestra Patria. el Tigre de Álica atacó, quemó y saqueó Escuinapa; ya que los escuinapenses se distinguieron por apoyar al gobierno itinerante de Benito Pablo Juárez García.